# Verena Schmitt-Roschmann
Verena Schmitt-Roschmann (* 1966) ist eine deutsche Journalistin.

## Leben
Sie studierte in München Nordamerikanische Kulturgeschichte, Geschichte, Politik und Kommunikationswissenschaft. In Washington absolvierte sie die Journalistenschule der American University und erwarb 1991 den Master of Arts.
Als politische Korrespondentin der Nachrichtenagentur Associated Press spezialisierte sie sich auf Gesundheitspolitik, Umwelt und Klimaschutz. Seit 2010 schrieb sie als bundespolitische Korrespondentin für die Nachrichtenagentur dapd in Berlin. Im September 2011 folgte sie Ulrike Winkelmann als Leiterin des Politik-Ressorts bei der Wochenzeitung der Freitag nach. Im Januar 2013 wechselte sie in die neu gebildete Redaktion des AP-Weltnachrichtendienstes, der zur Nachrichtenagentur dpa gehört. Im April 2013 übernahm sie die Leitung der Redaktion. Ab August 2016 leitete sie bis 2021 das Büro der Deutschen Presse-Agentur in Brüssel. Heute ist sie Sonderkorrespondentin der Deutschen Presse-Agentur in Berlin und dort berichtet überwiegend über Berlin und Ostdeutschland.
Schmitt-Roschmann machte sich auch als Kolumnistin und Autorin einen Namen. Im Sommer 2010 erschien ihr Buch Heimat. Neuentdeckung eines verpönten Gefühls im Gütersloher Verlagshaus.
Als Co-Autorin wirkte sie am Buch von Ellen Matzdorf "Vom ersten bis zum letzten Atemzug" mit. Erschienen im Oktober 2023.
Sie ist Mitglied in der Bundespressekonferenz und im Berliner Presse Club.
2012 wurde sie mit dem UmweltMedienpreis der Deutschen Umwelthilfe in der Kategorie Printmedien ausgezeichnet.

## Veröffentlichungen
- Heimat. Neuentdeckung eines verpönten Gefühls. Gütersloher Verlagshaus, Gütersloh 2010, ISBN 978-3-579-06764-3